# Лівада
Лівада (рум. Livada) — місто у повіті Сату-Маре в Румунії. Адміністративно місту підпорядковані такі села (дані про населення за 2002 рік):
- Адріан (512 осіб)
- Думбрава (1115 осіб)
- Лівада-Міке (321 особа)

Місто розташоване на відстані 444 км на північний захід від Бухареста, 19 км на північний схід від Сату-Маре, 125 км на північ від Клуж-Напоки.

## Населення
За даними перепису населення 2002 року у місті проживали 7004 особи.
Національний склад населення міста:
| Національність            | Кількість осіб | Відсоток |
| ------------------------- | -------------- | -------- |
| угорці                    | 4221           | 60,3%    |
| румуни                    | 2409           | 34,4%    |
| цигани                    | 317            | 4,5%     |
| українці                  | 41             | 0,6%     |
| німці                     | 13             | 0,2%     |
| серби                     | 2              | < 0,1%   |
| не вказали національність | 1              | < 0,1%   |

Рідною мовою назвали:
| Мова                  | Кількість осіб | Відсоток |
| --------------------- | -------------- | -------- |
| угорська              | 4553           | 65,0%    |
| румунська             | 2414           | 34,5%    |
| українська            | 32             | 0,5%     |
| німецька              | 2              | < 0,1%   |
| сербська              | 2              | < 0,1%   |
| не вказали рідну мову | 1              | < 0,1%   |

Склад населення міста за віросповіданням:
| Релігія            | Кількість осіб | Відсоток |
| ------------------ | -------------- | -------- |
| православні        | 2139           | 30,5%    |
| римо-католики      | 1848           | 26,4%    |
| греко-католики     | 1736           | 24,8%    |
| реформати          | 1170           | 16,7%    |
| п'ятдесятники      | 35             | 0,5%     |
| адвентисти         | 24             | 0,3%     |
| унітарії           | 4              | 0,1%     |
| баптисти           | 1              | < 0,1%   |
| лютерани           | 1              | < 0,1%   |
| не релігійні       | 1              | < 0,1%   |
| не вказали релігію | 3              | < 0,1%   |

## Зовнішні посилання
- Дані про місто Лівада на сайті Ghidul Primăriilor